# Jackie y su mascota (anime)
Jackie y su mascota (大草原の小さな天使　ブッシュベイビー Sougen no chiisana tenshi busshu beibii?, "El gálago, pequeño ángel de las praderas"), también conocida como Jackie y su lémur, es una serie de anime  basada en la novela canadiense The Bushbabies ("Los galagos") de William Stevenson.  La serie fue emitida originalmente en Japón en el año 1992, parte del contenedor infantil World Masterpiece Theater o Meisaku de Nippon Animation.  Este contenedor había producido (y seguía haciéndolo) una gran variedad de series de animación basadas en diferentes obras literarias infantiles; entre ellas estaban "Sonrisas y lágrimas" (1991) y "Los chicos de Jo" (1993).  En España, la serie fue emitida a través de Antena 3 como parte del contenedor juvenil Club Megatrix en diciembre de 1995, y de nuevo en 1997. Esta fue la segunda adaptación audiovisual de la novela de Stevenson; la primera fue una adaptación cinematográfica de 1969 producida por MGM llamada The Bushbaby y estrenada en España como Komba.

## Resumen de la trama
Jackie, hija del guardabosque Arthur Rhodes, vive junto a su familia en la nuevamente independizada Kenia. En una exploración en busca de un rinoceronte fuera de control, su padre y amigos encuentran a una cría de galago, herida y huérfana.  Arthur Rhodes se la presenta a su hija Jackie como regalo, y ella se encariña rápidamente con el animal, le pone como nombre "Murphy," y le ayuda a restaurar su buena salud.  Debido a la llegada de un nuevo gobierno, muchos de los amigos de Jackie y su familia han decidido abandonar el país y regresar nuevamente a Londres; su padre, tras la pérdida de su trabajo, decide que ellos deberán hacer igual. Tener que abandonar el hogar que ha conocido desde su infancia resulta difícil para Jackie, pero al menos, cuenta con el documento oficial que le permitirá exportar a Murphy en el barco sin problema.  Tras un descuido, Jackie pierde dicho documento y al intentar recuperarlo, el barco rumbo a Inglaterra parte sin ella, dejándola sola en el puerto. Ahí se encuentra con Tembo Murumbi, amigo y ayudante africano de su padre, a quien le hace prometer que la ayudará a devolver a Murphy a su hábitat. Los tres embarcan en una excitante pero peligrosa aventura a través de las sabanas africanas, pero las cosas se complican aún más cuando crece el rumor de que Tembo ha raptado a Jackie, y los oficiales ofrecen una recompensa a cambio de su cabeza.

## Temas musicales
- Japón: 
  - (Inicio) "APOLLO" cantada por Yasuhide Sawa (episodios 1-22), "Hohoemi de prologue" cantada por Satoko Yamano (episodios 23-40)
  - (Cierre) "Tori ni naru" cantada por Maya Okamoto
- España:
  - "Jackie y su mascota", compuesta por Carmelo Carucci y adaptada al español por Begoña Ramos; la canción es presumamente cantada por Sol Pilas.  La versión italiana de esta melodía se titula "Le voci della savana" (1993), escrita por Alessandra Valeri Manera e interpretada por Cristina D'Avena.